# فيبريشن كوكينغ
فيبريشن كوكينغ: أو ملاحظات السفر لفتاة جيشي هو كتاب من تأليف فيرتامي سمارت جروسفينور كان أول إصدار له في عام 1970 ويجمع بين وصفات الطبخ وسرد القصص.  نُشر بواسطة دار النسر دابلداي .  وصدرت طبعة ثانية عام 1986،  صدرت طبعة ثالثة عام 1992.  نشرت جامعة جورجيا طبعة أخرى في عام 2011.  واصلت سمارت-جروسفينور نشر المزيد من كتب الطبخ بعد فيبريشن كوكينغ.  أدى كتاب فيبريشن كوكينغ إلى زيادة الوعي حول ثقافة الجولا.
قارنت الباحثة آن إي جولدمان الطبخ بالاهتزاز مع الأواني الحديدية والملاعق الخشبية لجيسيكا هاريس، بحجة أنه في كلا الكتابين، "نموذج الذات ... تاريخيا من خلال تطويره في سياق الاستعمار". أوصى لويس في. بالدوين بفيبريشن كوكينغ "رؤاه المثيرة للاهتمام والرائعة حول الأهمية الاجتماعية للطعام والأكل وعلاقتهما بالمكان في  الجنوبي."  ألهم الكتاب المخرجة جولي داش لإنتاج الفيلم بنات الغبار الذي فاز بجوائز في مهرجان صندانس السينمائي. 

## فهرس
- Baldwin, Lewis V. (1991). There is a Balm in Gilead: The Cultural Roots of Martin Luther King, Jr. Augsburg Fortress. ISBN:1451412983.
- Edgar, Walter B. (2006). The South Carolina Encyclopedia. University of South Carolina Press. ISBN:1570035989.
- Goldman, Anne E. (1996). Take My Word: Autobiographical Innovations of Ethnic American Working Women. دار نشر جامعة كاليفورنيا. ISBN:0520916360.
- Witt, Doris (2001). Sherrie A. Inness (المحرر). ""My Kitchen Was the World": Vertamae Smart Grosvenor's Geechee Diaspora". Kitchen Culture in America: Popular Representations of Food, Gender, and Race. دار نشر جامعة بنسلفانيا [الإنجليزية]. ISBN:0812217357.